# Позитронно-емисионна томография
Позитронно-емисионната томография (съкратено „ПЕТ“, на английски: PET) е един от най-иновационните диагностични методи в медицината, който позволява не само просто да се види вътрешността на организма и органите, а и да се определи как те функционират. Методът ПЕТ e приложим при сериозни заболявания като онкологичните, неврологичните, психиатричните и кардиологичните. Прилага се за диагностика на тумори, на близки и отдалечени метастази, за контрол на ефективността на лечението на рак. Много по-чувствителен е от другите изследвания, особено за процеси в коремната кухина. При това изследване се определя активността на Лимфома в различни части на тялото. При това изследване радиоактивна глюкоза (захар), която служи като проследявана субстанция се инжектира в тялото. Впоследствие тялото се сканира с позитронна камера и се получават различни образи. Изследването е особено полезно за проследяване на ефекта от лечението.

## В България
Апарати за ПЕТ в България има в УМБАЛ „Света Марина“ във Варна и Александровска болница в София.